# Куземинська волость
Куземинська волость — історична адміністративно-територіальна одиниця Зіньківського повіту Полтавської губернії з центром у містечку Куземен (Куземин).
Станом на 1885 рік складалася з 10 поселень, 6 сільських громад. Населення — 5477 осіб (2702 чоловічої статі та 2775 — жіночої), 937 дворових господарств.
|                     | Площа, десятин | У тому числі орної, дес. |
| ------------------- | -------------- | ------------------------ |
| Сільських громад    | 4568           | 2843                     |
| Приватної власності | 4998           | 3091                     |
| Іншої власності     | 22             | 22                       |
| Загалом             | 9588           | 5956                     |

Основні поселення волості:
- Куземин — колишнє державне та власницьке містечко при річках Ворскла за 26 верст від повітового міста, 2205 осіб, 453 дворових господарства, 2 православні церкви, школа, постоялий двір, 4 постоялих будинки, лавка, 15 вітряних млинів, маслобійний і селітровий заводи, базари по вівторках, 4 ярмарки на рік. За 12 верст — селітровий завод.
- Буди — колишнє державне та власницьке село, 1326 осіб, 225 дворових господарств, православна церква, постоялий будинок, 9 вітряних млинів, маслобійний завод.
- Довжик — колишнє державне та власницьке село, 539 осіб, 103 дворових господарства, 2 постоялий будинки, 3 вітряних млини, селітровий завод.

Старшинами волості були:
- 1900-1903 роках Міщенко[2];
- 1904 року Сідельник[3];
- 1906 року Дрюк[4];
- 1907 роках Субота[5];
- 1913-1916 роках Андрій Федорович Сідельник[6],[7];
- 1915-1916 роках Петро Іванович Симоненко[8],[9].